# Volta Mantovana

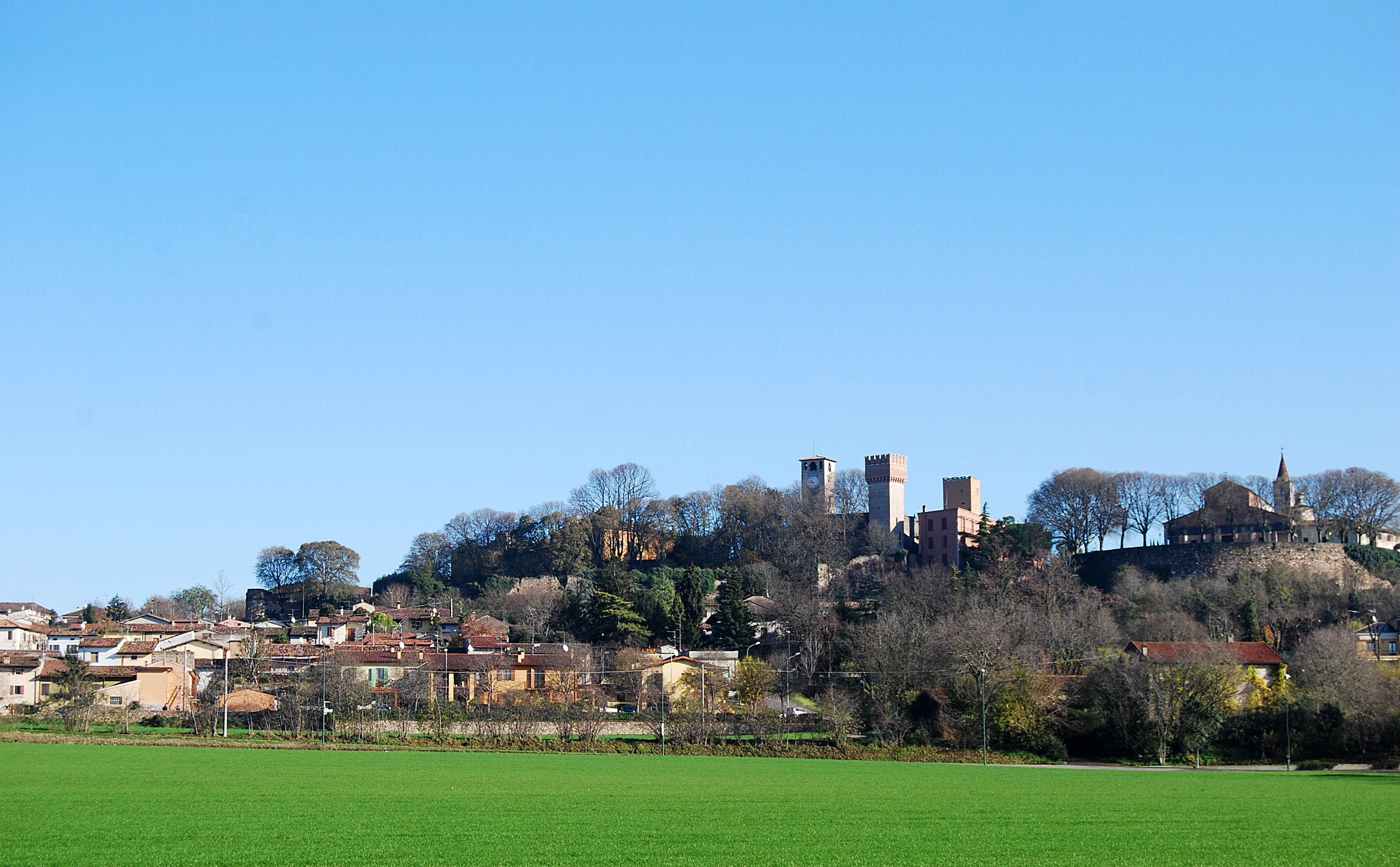
Panorama von Volta Mantovana

Volta Mantovana ist eine norditalienische Gemeinde (comune) mit 7221 Einwohnern (Stand 31. Dezember 2023) in der Provinz Mantua in der Lombardei. Die Gemeinde liegt etwa 21 Kilometer nordnordwestlich von Mantua am Parco regionale del Mincio und grenzt unmittelbar an die Provinz Verona. Der Gardasee liegt etwa elf Kilometer nördlich von Volta Mantovana. Der Mincio fließt durch die Gemeinde. 

## Söhne und Töchter der Stadt
- Ivanoe Bonomi (1873–1951), sozialistischer Politiker
- Dino Porrini (* 1953), Radrennfahrer
- Matteo Cressoni (* 1984), Autorennfahrer